# 마에지마 히소카

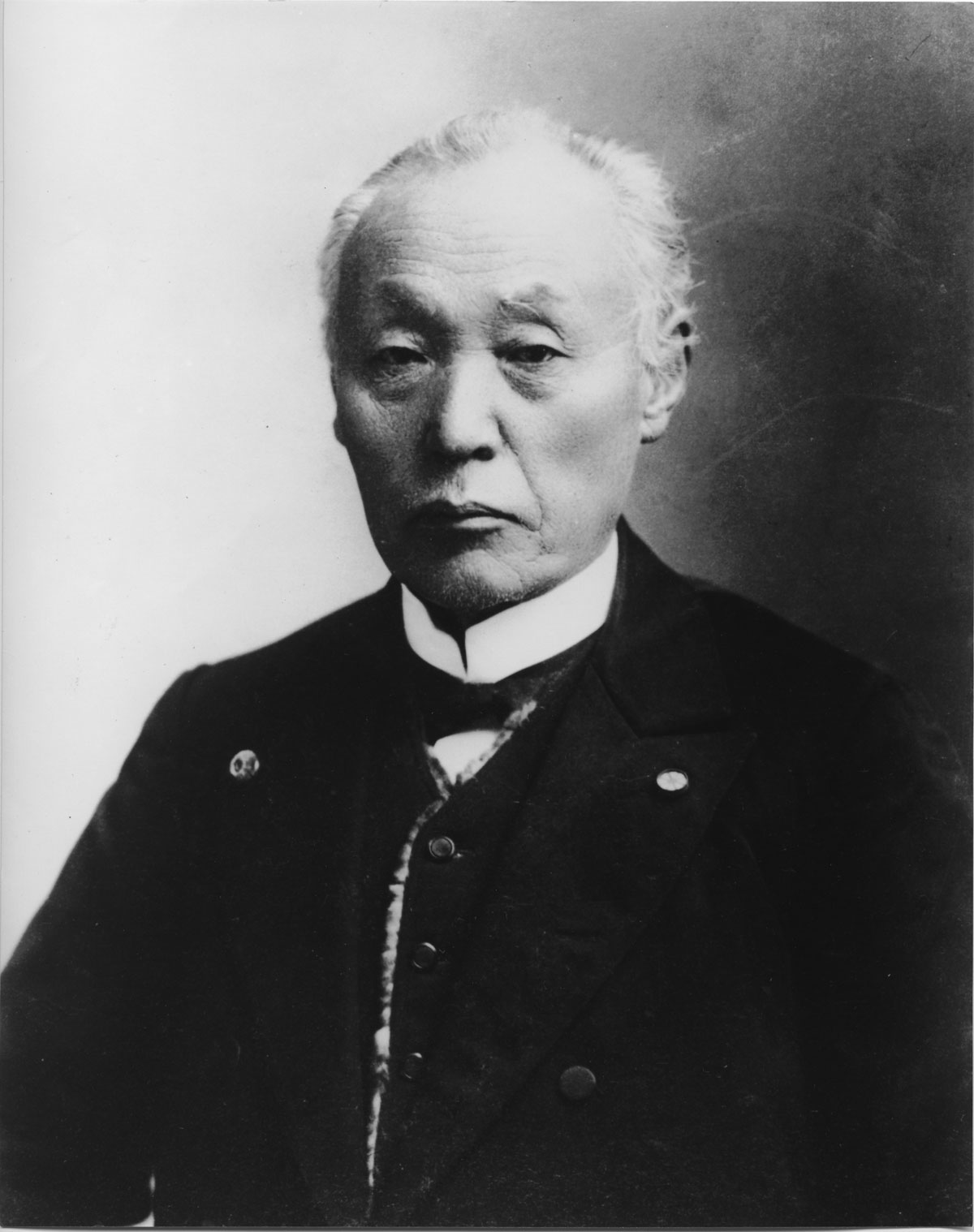
마에지마 히소카 남작

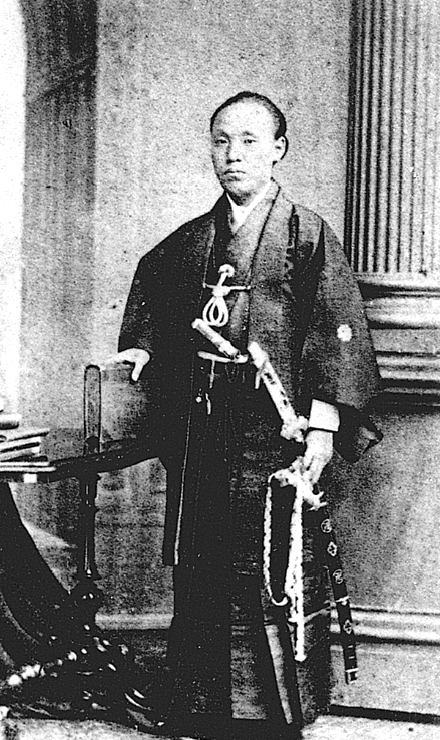
막말 당시의 마에지마

마에지마 히소카(前島密)는 일본의 관료, 정치인이다. 본성은 우에노(上野). 아명은 후사고로(房五郎), 통칭은 기스케(来輔). 일본 우편제도 창립을 주도한 사람 중 한명이다. 그의 공적을 기리어 우편제도의 아버지(郵便制度の父)라고도 불린다. 우편, 우표, 엽서 등의 용어를 정립하였다.